# Brachythemis leucosticta
Brachythemis leucosticta – gatunek ważki z rodziny ważkowatych (Libellulidae). Występuje w prawie całej Afryce Subsaharyjskiej, także na Madagaskarze.
W RPA imago lata od listopada do końca maja. Długość ciała 29–31 mm. Długość tylnego skrzydła 23,5–25 mm.